# August Rieger
August Rieger (* 21. März 1914 in Wien, Österreich-Ungarn; † 3. September 1984 in Feldafing, Freistaat Bayern) war ein österreichischer Drehbuchautor, Filmregisseur, Produktionsleiter, Schauspieler und Filmproduzent.

## Leben und Karriere
Rieger besuchte Anfang der 1930er Jahre die Hochschule für Musik und darstellende Kunst in Wien. Anschließend wurde er Schauspieler und Regisseur beim Theater.
Während des Zweiten Weltkrieges leitete er eine Soldatenbühne und begründete nach Kriegsende mit anderen das Wiener Theater der Courage. Zu Beginn der 1950er Jahre begann er für den Film zu wirken. Bis 1960 arbeitete er dabei als Co-Drehbuchautor, Co-Produktionsleiter oder auch Co-Regisseur mit Produzent Ernest Müller zusammen, in dessen Produktionsfirma er zugleich Prokurist war.
Danach zeichnete er meist allein als Drehbuchautor verantwortlich, dabei verwendete er häufig die Pseudonyme Jean C. Aurive, Jean Charles Aurive, Jean Christian Aurive, Jean Ch. Aurive. Seine als wenig ambitioniert geltenden Storys repräsentieren das gesamte Spektrum des deutsch-österreichischen Unterhaltungskinos der 1950er, 1960er und 1970er Jahre. Rieger war mit der Schauspielerin Elisabeth Stemberger (* 1928) verheiratet.

## Filmografie (als Drehbuchautor)
- 1951: Valentins Sündenfall (auch Regie)
- 1953: Tingeltangel (Praterherzen)
- 1953: Hab’ ich nur Deine Liebe
- 1954: Das Geheimnis der Venus (auch Regie)
- 1955: Achtung, Rauschgift (Regie)
- 1955: An der schönen blauen Donau
- 1955: Geheimnis einer Ärztin (auch Regie)
- 1956: K. u. K. Feldmarschall
- 1956: Försterliesel
- 1956: Husarenmanöver
- 1956: Dort oben, wo die Alpen glühen (nur Produktion)
- 1957: Der Pfarrer von St. Michael (auch Produktion)
- 1957: Dort in der Wachau (auch Produktion)
- 1957: Ober, zahlen!
- 1958: Hallo Taxi (nur Produktion)
- 1958: Heiratskandidaten
- 1959: Herrn Josefs letzte Liebe
- 1959: Mädchen für die Mambo-Bar
- 1959: Das Nachtlokal zum Silbermond (auch Produktion)
- 1960: Hohe Tannen (Köhlerliesel) (auch Regie)
- 1960: Frauen in Teufels Hand
- 1961: Der Orgelbauer von St. Marien (auch Regie)
- 1961: Verdammt die jungen Sünder nicht (Morgen beginnt das Leben)
- 1962: Wenn beide schuldig werden
- 1962: Die vergessenen Jahre
- 1965: Das Mädel aus dem Böhmerwald (auch Regie)
- 1968: Peter und Sabine (auch Regie)
- 1968: 69 Liebesspiele (auch Regie)
- 1968: Paradies der flotten Sünder (auch Regie)
- 1968: Immer Ärger mit den Paukern
- 1969: Sieben dreckige Teufel (Sette baschi rossi)
- 1969: Hilfe, ich liebe Zwillinge!
- 1969: Die jungen Tiger von Hongkong
- 1969: Unser Doktor ist der Beste (nur Schauspieler)
- 1970: Nachbarn sind zum Ärgern da
- 1970: Wenn die tollen Tanten kommen
- 1970: Unsere Pauker gehen in die Luft
- 1970: Hurra, unsere Eltern sind nicht da
- 1970: Frau Wirtin treibt es jetzt noch toller
- 1971: Hilfe, die Verwandten kommen
- 1971: Gebissen wird nur nachts – das Happening der Vampire
- 1971: Haie an Bord
- 1972: Sie nannten ihn Krambambuli
- 1973: Urlaubsgrüße aus dem Unterhöschen
- 1973: Zinksärge für die Goldjungen
- 1974: Schwarzwaldfahrt aus Liebeskummer
- 1974: Magdalena – vom Teufel besessen
- 1974: Charlys Nichten
- 1975: Monika und die Sechzehnjährigen
- 1975: Zwei Rebläuse auf dem Weg zur Loreley
- 1975: Ich denk’ mich tritt ein Pferd
- 1975: Die Brücke von Zupanja
- 1978: Hausfrauen-Report 6: Warum gehen Frauen fremd? (nur Regie)
- 1978: Agenten kennen keine Tränen (A chi tocca, tocca…!)
- 1978: Midnight Sounds (auch Regie)
- 1979: Ekstase – Der Prozeß gegen die Satansmädchen (nur Schauspieler)
- 1980: Maria – Nur die Nacht war Zeuge